# Carlos Sousa Reis
Carlos Sousa Reis  (Lisboa, ? — 17 de Outubro de 2022), foi um biólogo marinho e professor português.

## Biografia
Nasceu na cidade de Lisboa.
Destacou-se pelo seu papel no campo da biologia marinha, tanto em Portugal como noutros países, tendo sido investigador e professor universitário, e colaborado com grandes nomes da ciência marítima nacional, como Luiz Saldanha e Mário Ruivo Ocupou funções como presidente e vice-presidente no INIP - Instituto Nacional de Investigação das Pescas, entre 1987 e 1992, e no IPIMAR - Instituto Português de Investigação do Mar, de 1992 a 1996. Durante os seus mandatos, deu uma especial atenção à economia costeira e à sustentabilidade do ambiente marítimo, tendo dado um contributo importante para a cooperação da investigação pesqueira com os Países Africanos de Língua Oficial Portuguesa. Exerceu igualmente como biólogo, investigador e professor na Faculdade de Ciências de Lisboa, nos campos da Ecologia Marinha, Recursos Vivos Marinhos, Pescas e Ordenamento do Litoral. Durante a sua carreira publicou mais de quarenta trabalhos, tanto a nível indivídual como em colaboração com outros autores.
Entre 1988 e 1996 fez parte da Scientific Technical Economic Committee for Fisheries, uma organização da União Europeia, e de 1990 a 1996 foi delegado de Portugal no ICES (International Council for the Exploration of the Sea) e membro do Advisor Council for Fishery Management. Entre 1997 tornou-se administrador executivo do Instituto de Ciência Aplicada e Tecnologia da Faculdade de Ciências da Universidade de Lisboa, posição que manteve até 1999. Em 2003 fez parte do European Environmental Advisory Council, e entre 2003 e 2004 participou no Working Group on Coastal Zones and Marine Environment. Também entre 2003 e 2004, integrou a Comissão de Estratégia dos Oceanos da Presidência do Conselho de Ministros, e de 2003 a 2005 exerceu como coordenador no Programa Finisterra, organizado pelo Ministério das Cidades, Ordenamento do Território e do Ambiente. Em 2004 foi presidente de um grupo de trabalho sobre a questão do assoreamento da Lagoa de Óbidos. Foi também vogal do Conselho Nacional da Água entre 1995 e 2005, entre 2005 e 2006 integrou o Grupo de Trabalho para Definição das Bases Estratégicas para a Gestão Integrada das Zonas Costeiras, e em 2007 foi administrador-delegado da Agência Cascais Atlântico. Em 2008 fez parte da direcção do Fórum Permanente dos Assuntos do Mar. Em 2017 foi entrevistado pelo jornal Observador sobre uma medida do Conselho Internacional para a Exploração do Mar para impedir a pesca de sardinha durante quinze anos, tendo classificado esta proposta como um absurdo e uma leviandade, que teria efeitos profundos sobre a economia marítima e os hábitos alimentares potugueses. Explicou a redução nas populações de sardinha devido ao excesso de barragens e outras estruturas de retenção de água no país, que impediam o transporte de sedimentos e das areias para a faixa costeira, além do aumento substancial no número de golfinhos, que consomem as sardinhas.
Recebeu várias distinções públicas, duas das quais no campo militar, e outras três no desempenho de cargos públicos. Em 2004 foi homenageado com o Prémio do Mar Rei D. Carlos, pela obra Cefalópodes da Costa Portuguesa, publicada em conjunto com Rui Afonso Bairrão da Rosa.
Faleceu em 17 de Outubro de 2022. Na sequência da sua morte, o Instituto Português do Mar e da Atmosfera e Ordem dos Biólogos emitiram notas de pesar, onde realçaram a sua carreira como investigador e professor.

## Obras publicadas
- Cefalópodes da Costa Portuguesa (com Rui Afonso Bairrão da Rosa)
- Polvos, Lulas e Chocos (com Rui Afonso Rosa) (2005)